# Relevo da Colômbia

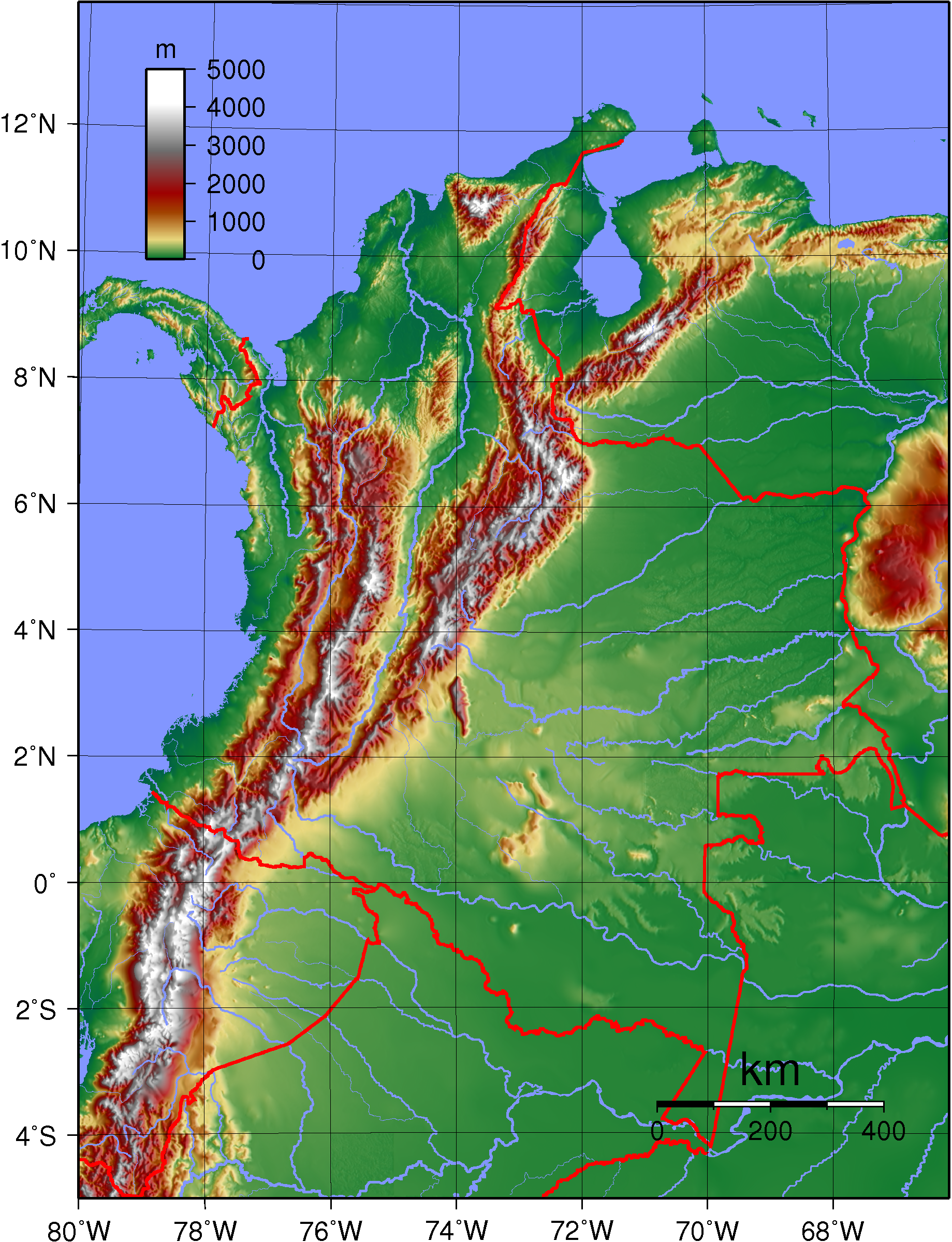
Mapa físico da Colômbia.

O relevo da Colômbia tem as seguintes características: planícies costeiras; cordilheira dos Andes (de Norte a Sul); bacias hidrográficas a Leste (Amazônica e do Orinoco) (60% do território).
Na Colômbia, onde têm sua extremidade norte, os Andes dividem-se em três ramos principais: as cordilheiras Ocidental, Central e Oriental.
A cordilheira Ocidental estende-se do Equador até a planície do mar das Antilhas, seguindo aproximadamente a linha do Pacífico. Ao sul é franqueada por íngremes camadas paleozóicas e mesozóicas.Perto da fronteira do Equador, atinge 4.893m.
A cordilheira Central ou Quindío, a mais alta das três, é separada da Ocidental pelo vale do rio Cauca e da Oriental pelo vale do rio Magdalena, terminando em colinas baixas perto da confluência dos dois rios .Os picos mais elevados são o Nevado del Tolima (5.620m), o Nevado del Ruiz (5.300m) e o Nevado del Huila (5.750m). O batólito de Antioquia, velho planalto peneplanizado, a uma altitude de 2.130m.
A cordilheira Oriental, formada por dobramentos cretáceos, divide abruptamente a região montanhosa de norte e oeste das planícies baixas do interior, que compreendem metade da área total do país. Ao sul, a selva é banhada pelos rios do sistema amazônico. Os llanos ao norte dessas planícies transmontanas, são uma região de baixadas tropicais, banhadas pelos afluentes do Orinoco.